# Mausoleo del Württemberg
La cappella funeraria o mausoleo del Württemberg è un mausoleo situato nel quartiere Rotenberg di Stoccarda. La cappella si trova sulla vetta del colle Württemberg, all'estremo occidentale della foresta Schurwald sopra la valle del Neckar. Il mausoleo fu fatto costruire per Katharina Pavlovna, seconda moglie del re Guglielmo I di Württemberg. Oltre a Guglielmo I e la sua consorte, sono tumulate in questo mausoleo anche le spoglie della loro figlia Maria Federica di Württemberg

## Storia
Il mausoleo fu costruito dopo la morte della regina Caterina tra il 1820 e il 1824 su progetto dell'architetto di corte di origine italiana Giovanni Salucci. Fu costruito sul sito del castello di Wirtemberg in rovina, anticamente sede della famiglia della Casata di Württemberg. La pietra sacrale dell'originaria cappella del castello è ancora conservata come reliquia nel mausoleo. Si tratta di un documento di pietra, riportante la data di consacrazione dell'antica cappella (7 febbraio 1083) da parte del vescovo di Worm Adalberto II. La pietra è anche la prima prova documentata della Casata dei Württemberg. 
La cappella funeraria servì come chiesa ortodossa russa dal 1825 al 1899. Ogni anno il lunedì di Pentecoste vi si svolge una funzione religiosa russa ortodossa.
La cappella funeraria è aperta alle visite dal 1 aprile al 30 novembre  ed è di proprietà dello stato.

## Architettura
L'architettura del mausoleo del Württemberg è ampiamente ispirata alla Villa Rotonda di Andrea Palladio. Analogamente a quest'ultima, infatti, la cappella funeraria ha portici identici in tutte e quattro le direzioni attorno a un edificio centrale, parzialmente cubico e parzialmente cilindrico. La cappella si erge in mezzo ai vigneti sopra la valle del Neckar e, con le sue proporzioni colossali, si presta alla sua visibilitá anche a distanza.
All'interno il mausoleo è alto circa 20 metri, per circa 24 metri di diametro. Vi sono collocate in nicchie murarie colossali statue dei quattro evangelisti. Anche queste, come i due sarcofagi nel seminterrato, sono realizzate in marmo di Carrara e dallo scultore di corte Johann Heinrich Dannecker (San Giovanni Evangelista), dal suo allievo Theodor Wagner e completati su progetto del danese Bertel von Thorvaldsen. La statua dell'evangelista San Marco è dello scultore Johann Nepomuk Zwerger.